# Новоселівка (Луганський район)
Новосе́лівка — село в Україні, у Луганській міській громаді Луганського району Луганської області. Населення становить 36 осіб.

## Населення

### Мова
Розподіл населення за рідною мовою за даними перепису 2001 року:
| Мова       | Кількість | Відсоток |
| ---------- | --------- | -------- |
| українська | 22        | 61.11%   |
| російська  | 14        | 38.89%   |
| Усього     | 36        | 100%     |